# Anss (huyện)
Huyện Anss là một huyện thuộc tỉnh Dhamar, Yemen. Đến thời điểm năm 2003, huyện này có dân số 119124 người